# Маунтвил (Јужна Каролина)
Маунтвил (енгл. Mountville) насељено је место без административног статуса у америчкој савезној држави Јужна Каролина.

## Демографија
По попису из 2010. године број становника је 108, што је 22 (-16,9%) становника мање него 2000. године.
| Група             | 2000.       | 2010.      |
| Белци             | 109 (83,8%) | 87 (80,6%) |
| Афроамериканци    | 20 (15,4%)  | 14 (13,0%) |
| Азијати           | 0 (0,0%)    | 1 (0,9%)   |
| Хиспаноамериканци | 0 (0,0%)    | 6 (5,6%)   |
| Укупно            | 130         | 108        |